# الپ، هلند
آلپ (به هلندی: Elp) یک منطقهٔ مسکونی در هلند است که در میدن-درنته واقع شده‌است. آلپ ۳۵۰ نفر جمعیت دارد.